# رود سند
رود سِند یا ایندوس (به انگلیسی: Indus River) یکی از مهم‌ترین و طولانی‌ترین رودخانه‌های آسیای جنوبی است که از فلات تبت در چین سرچشمه می‌گیرد، از منطقهٔ مورد مناقشهٔ کشمیر عبور می‌کند و پس از طی مسیری طولانی در پاکستان، در نزدیکی بندر کراچی به دریای مکران می‌ریزد.

## مشخصات کلی
سند طولانی‌ترین و پرآب‌ترین رود پاکستان و یکی از سه رود بزرگ شبه‌قاره هند است (رودهای دیگر رود گنگ و براهما پوترا است).

طول رودخانه: حدود ۳٬۱۸۰ کیلومتر

مساحت حوضهٔ آبریز: بیش از ۱٬۱۶۵٬۰۰۰ کیلومتر مربع

میانگین دبی سالانه: تقریباً ۲۰۷ کیلومتر مکعب

میانگین دبی لحظه‌ای: حدود ۶٬۶۰۰ متر مکعب در ثانیه

## مسیر رودخانه

حوضهٔ آبریز رود سند

رود سند از چشمه‌های کوهستانی در نزدیکی کوه کایلاش در تبت سرچشمه می‌گیرد. این رود ابتدا به سمت شمال‌غربی جریان می‌یابد و پس از عبور از لداخ و بالتستان، وارد پاکستان می‌شود. در پاکستان، رود سند از استان‌های گلگت-بلتستان، خیبر پختونخوا، پنجاب و سند عبور کرده و در نهایت به دریای عرب می‌ریزد.

## شاخه‌های اصلی
شاخه‌های سمت راست: رودخانه‌های کابل، کورام، گومل، شیوک، گیلگیت و سوات
شاخه‌های سمت چپ: رودخانه‌های جهلوم، چناب، راوی، بیاس و ستلج
این شاخه‌ها نقش مهمی در تأمین آب برای کشاورزی و سایر نیازهای آبی در منطقه دارند.

## اهمیت اقتصادی و کشاورزی
رود سند برای پاکستان اهمیت حیاتی دارد، زیرا بخش عمده‌ای از کشاورزی این کشور به آب این رود وابسته است. با توجه به بارندگی کم در بسیاری از مناطق پاکستان، آب رود سند منبع اصلی تأمین آب برای آبیاری زمین‌های کشاورزی است.

## تاریخچه و تمدن‌ها
در حوضهٔ رود سند، یکی از قدیمی‌ترین تمدن‌های جهان به نام تمدن درهٔ سند (تمدن هاراپا) شکل گرفته است. این تمدن در هزارهٔ سوم پیش از میلاد در مناطق کنونی پاکستان و شمال‌غرب هند شکوفا شد و شهرهای بزرگی مانند موهنجودارو و هاراپا را شامل می‌شد.

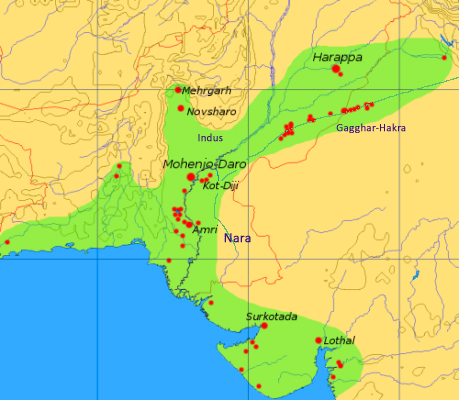
تمدن درهٔ سند

## نام‌شناسی
نام «سند» از واژهٔ سانسکریت «سِندهو» به معنای «رود» گرفته شده است. این واژه در زبان‌های مختلف به شکل‌های گوناگونی درآمده است، از جمله «هندو» در فارسی باستان و «ایندوس» در یونانی. نام کشور «هند» نیز از همین ریشه گرفته شده است.

## مناقشات سیاسی و معاهده آب‌های سند
رود سند همواره موضوع مناقشات سیاسی بین هند و پاکستان بوده است. معاهده آب‌های سند (Indus Waters Treaty) که در سال ۱۹۶۰ با میانجی‌گری بانک جهانی بین دو کشور امضا شد، تقسیم آب‌های رودخانه‌های حوضه سند را مشخص کرد. بر اساس این معاهده، سه رودخانه شرقی (راوی، بیاس و ستلج) به هند و سه رودخانه غربی (سند، جهلوم و چناب) به پاکستان اختصاص یافت.
با این حال، اختلافات بر سر ساخت سدها و پروژه‌های آبی در هند، به ویژه در کشمیر، باعث تنش‌های مکرر بین دو کشور شده است. به‌عنوان مثال، ساخت سدهای بگلیهار و راتله بر روی رود چناب توسط هند، اعتراضات پاکستان را به‌دنبال داشته است.
در سال‌های اخیر، حملات تروریستی در کشمیر و اتهامات متقابل بین دو کشور، منجر به تهدید هند به قطع آب‌های جاری به پاکستان شده است. پاکستان این اقدام را به‌عنوان «اعلان جنگ» تلقی کرده و تنش‌ها در منطقه افزایش یافته است.

## مسائل زیست‌محیطی
رود سند با چالش‌های زیست‌محیطی متعددی مواجه است. تغییرات اقلیمی باعث ذوب سریع‌تر یخچال‌های هیمالیا، منبع اصلی تغذیه رود، شده و خطر سیلاب‌های شدید را افزایش داده است. همچنین، الگوهای بارندگی در منطقه تغییر کرده و بارش‌های موسمی کاهش یافته‌اند.
افزایش جمعیت و توسعه کشاورزی و صنعتی در حوضه رود سند، منجر به برداشت بیش از حد آب‌های زیرزمینی و کاهش کیفیت آب شده است. آلودگی ناشی از فاضلاب‌های صنعتی و شهری نیز تهدیدی جدی برای اکوسیستم رودخانه محسوب می‌شود.